# Munus triplex
Munus triplex (с лат. — «тройное служение») — доктрина о трёх основных обязанностях Иисуса Христа в спасении человечества: как пророка, как первосвященника и как царя. Учение наиболее разработано в западном христианстве. 

## История учения
Впервые учение о единстве трёх служений Христа формулирует Евсевий Кесарийский в своей «Церковной истории» (323—325): 

 (8) Мы знаем, что некоторые пророки через помазание сами стали прообразами Христа; ибо все они имели отношение к истинному Христу, Божественному, Небесному Слову, единому Первосвященнику мира, единому Царю всей твари, из пророков Отца единому верховному Пророку.

(9) Доказательство тому: никто из тех, кто был древле помазан символически: ни из священников, ни из царей, ни даже из пророков — не обладал такой силой Божественной добродетели, какую явил Спаситель и Господь наш Иисус, единый, истинный Христос.— Euseb. Hist. eccl. 1.3.8—9
Наибольшую роль учение о тройном служении Христа играет у Жана Кальвина. В «Женевском катехизисе» (1545), Кальвин формулирует доктрину следующим образом: 

 Учитель: В чем сила имени Иисуса?
Ученик: В этом имени наилучше выражено Его служение, ибо оно означает, что Он был помазан Отцом быть Царем, Священником и Пророком.
Оригинальный текст (фр.)34. M : Que veut dire puis après le mot de « Christ »?

E : Par ce titre est encore mieux déclaré son office. C'est qu'il a été oint du Père céleste pour être ordonné Roi, Prêtre ou Sacrificateur, et Prophète.
— Женевский катехизис (1545), § 34